# Olga Zherebtsova
Olga Zherebtsova, född 1766, död 1849, var en rysk adelskvinna. 
Tillsammans med sina bröder deltog hon i en konspiration mot Paul I av Ryssland med hjälp av bidrag från den brittiska regeringen som hon fick genom sin brittiska älskare. Intrigen misslyckades och hon följde med sin brittiska älskare till England. 
Hon blev uppmärksammad för det förhållande hon hade med Georg IV av Storbritannien cirka 1800. 
Hon återvände i slutet av sitt liv till Ryssland, där hon återigen etablerade sig som en viktig medlem av societeten och agerade mecenat för konstnärer.